# Concílios budistas
Os concílios budistas (sânscrito: sangiti) foram assembleias de monges organizadas após o parinirvana do Buda, as comunidades monásticas se reuniam periodicamente para resolver disputas disciplinares e doutrinárias e também para revisar e corrigir o conteúdo dos sutras de modo a assegurar a preservação e transmissão precisa dos ensinamentos do Buda.
A palavra em sânscrito sangiti significa cantar ou recitar em uníssono e reflete o método pelo qual os ensinamentos budistas foram transmitidos de uma geração para outra durante esse período.

## Primeiro Concílio Budista (486 a.C.)

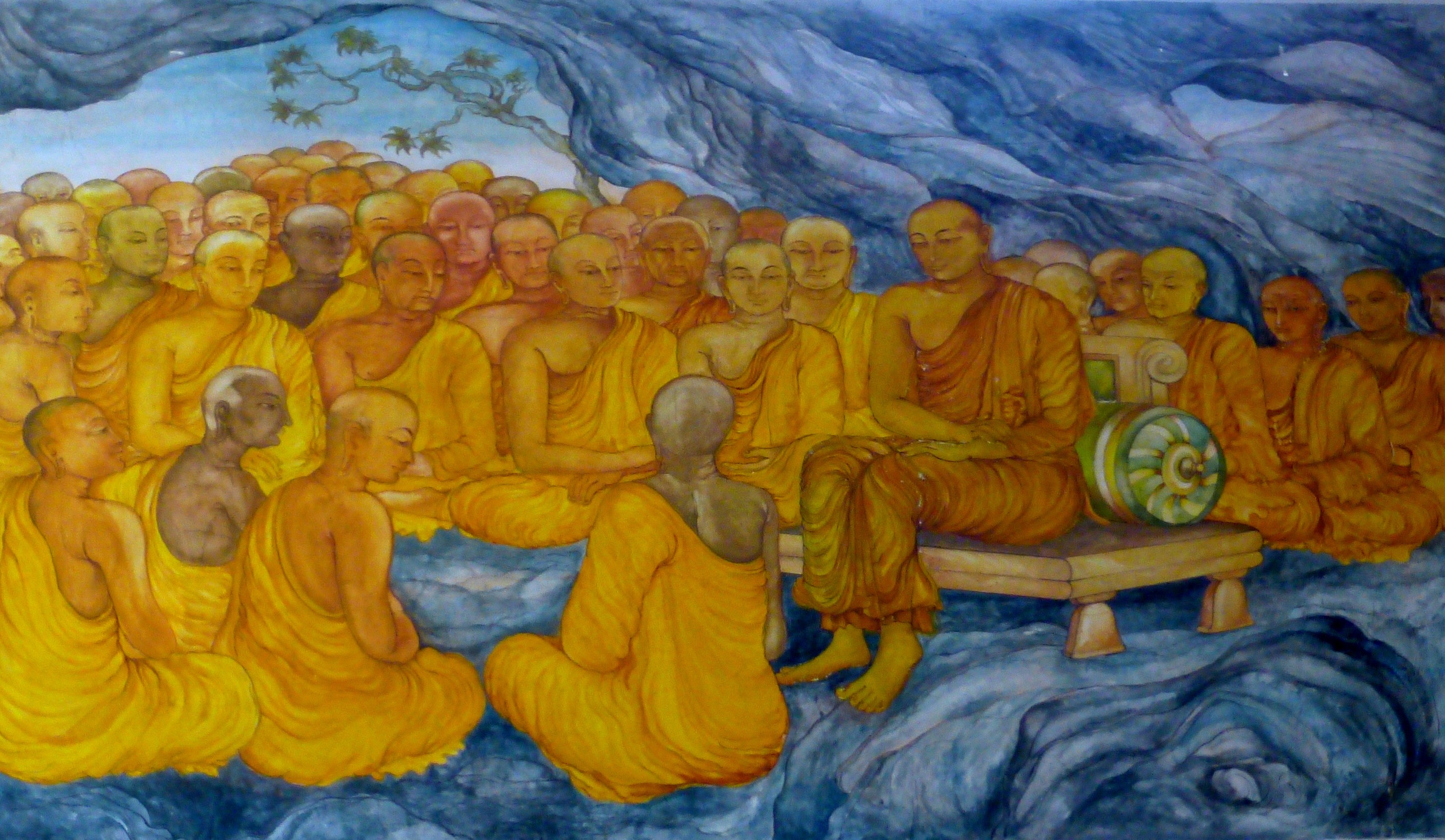
O Primeiro Concílio Budista

A maioria dos estudiosos recentes dizem que, alguns meses após o parinirvana do Buda (por volta de 486 a.C.), durante o retiro das chuvas, reuniram-se cerca de 500 bhikṣus arhats em Rājagṛha para a realização do Primeiro Concílio Budista patrocinado pelo rei Ajatasatru de Magadha (491 a.C. – 461 a.C.) e presidido pelo venerável Mahā Kāśyapa. Durante o concílio foram recitados os discursos do Buda ("Dharma") pelo venerável Ananda, pois ele era o assistente pessoal de Gautama em suas peregrinações. Ananda testemunhou a maioria dos discursos proferidos pelo Buda, então ele recordou esses ensinamentos durante o concílio e os recitou, por isso os sutras começam com a expressão "Evam me suttam": Assim ouvi; enquanto que o código de disciplina ("Vinaya") foi recitado pelo venerável Upali, por ser um especialista da disciplina monástica.
Todos os seis vinayas canônicos sobreviventes contêm relatos, no todo ou em parte, do primeiro e do segundo concílios. Alguns estudiosos, no entanto, acreditam que os relatos sejam um tanto exagerados ou mesmo fictícios.

## Segundo Concílio Budista (386 a.C.)
Esse concílio foi registrado nos vinayas canônicos de várias tradições. Segundo essas fontes, um século após o parinirvana do Buda (por volta de 386 a.C.) foi convocado o segundo concílio para avaliar a conduta dos bhikkhus de Vesali em relação a disciplina monástica, participaram cerca de 700 bhikkhus de várias cidades e regiões, o concílio contou com um comitê de bhikkhus anciãos —sthaviras— arhats para avaliação.
O comitê foi composto por bhikkhus sthaviras do oeste: Revata, Sambhuta Sanavasin, Yasa e Sumana; e do leste: Sabbakamin, Salha, Kujjasobhita e Vasabhaga Mika. Naquele momento, os bhikkhus de Vesali haviam se engajado em uma interpretação mais liberal da disciplina monástica, por isso o comitê avaliou um conjunto de dez práticas específicas que eram adotadas pelos bhikkhus de Vesali, mas a controvérsia principal estava relacionada a última prática — manuseio de dinheiro.
O comitê concluiu que as práticas dos bhikkhus de Vaiśālī eram ilegais. Todos os vinayas canônicos tradicionais discordam das práticas dos bhikkhus de Vesali. Porém, o vinaya mahasamghika desconhece as nove primeiras e condena somente a última, não se sabe se isso afetou a prática em ambos os casos — pois todos esses vinayas concordam que o conflito do segundo concílio foi resolvido —.

## Terceiro Concílio Budista (250 a.C.)
Existem vários relatos possíveis de terceiros concílios que ocorreram na época de Asoka, mas todos concordam que aconteceu em Pataliputra, capital do imperador Asoka. Alguns estudiosos dizem que, os diferentes relatos surgiram para autorizar a fundação de uma ou outra escola particular após o envio de missionários budistas a várias regiões.

### [Versão Theravada]

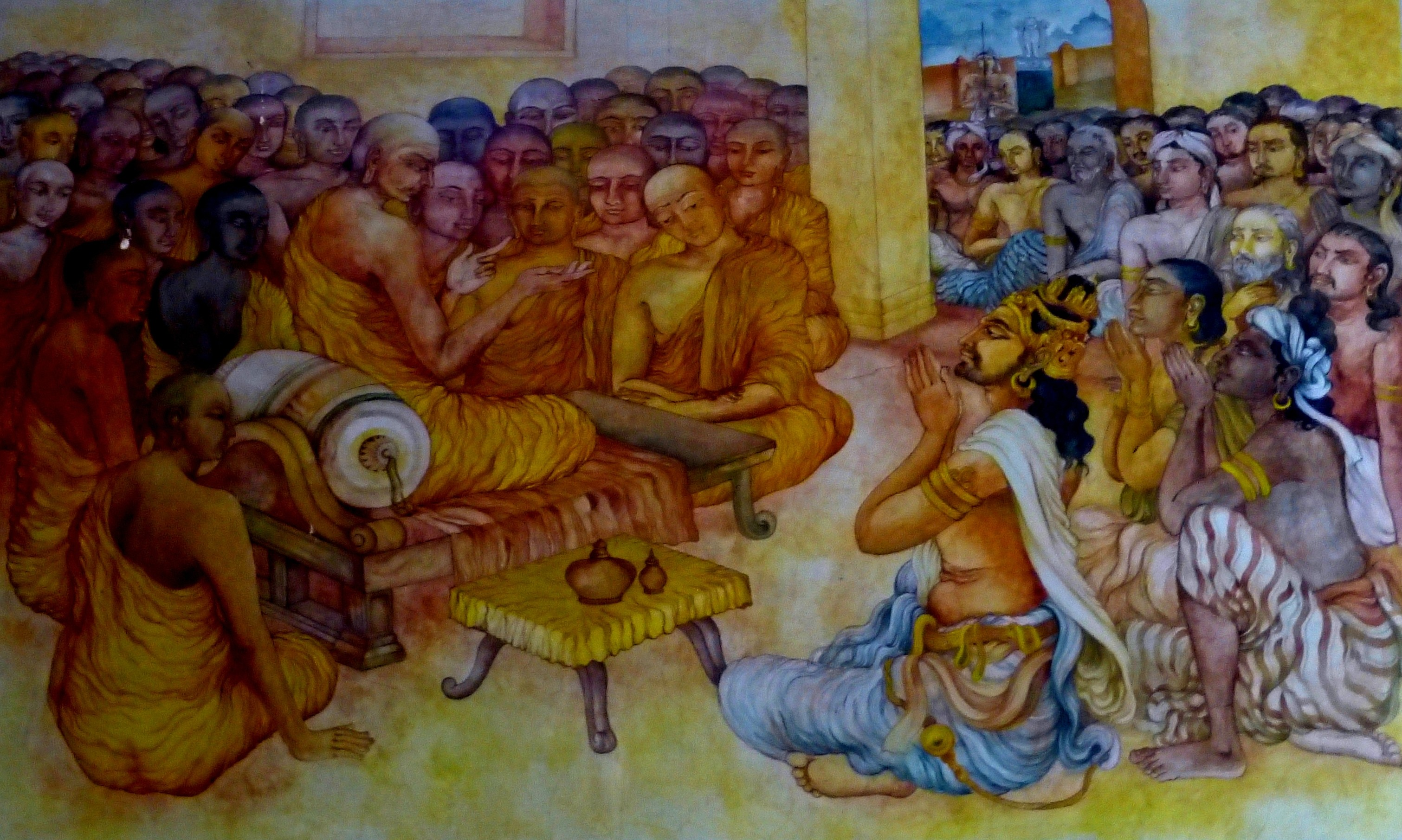
Asoka e Moggaliputta-Tissa durante a realização do Terceiro Concílio Budista, em Nava Jetavana, Savatthi.

De acordo com a tradição Theravada, por volta de 250 a.C, em Pataliputra (a moderna Patna) foi convocado o terceiro concílio budista presidido por Moggaliputta Tissa Thera e patrocinado pelo imperador mauria Asoka. O concílio foi realizado com o objetivo de reconciliar diferentes escolas de pensamento na comunidade monástica, os debates foram registrados no texto Kathavatthu (do abhiddharma Theravada). Os decretos de Asoka se referem a um mero debate entre sthaviras, sem fazer menção a cismas.. Nesse concílio, foram feitas as últimas adições ao Cânone Pali (especialmente, abhidharma) da tradição Theravada.
O resultado do concílio foi o patrocínio real no envio de emissários budistas a diversas regiões do subcontinente indiano. No entanto, as divergências na comunidade acabaram originando movimentos budistas emergentes nessas regiões décadas ou séculos depois. Reinos subsequentes também desempenharam um papel para a difusão do budismo no subcontinente indiano e na Ásia Central até a China, como o Reino Indo-Grego; os dharmaguptakas foram apoiados pelos indo-citas em Gandhara, e o Império Kushan em Báctria apoiou a tradição Sarvastivada (que se desenvolveu na Caxemira).

### [Versão Sarvastivada]
Outra versão é mencionada nos textos da tradição Sarvastivada. De acordo com Vasumitra, um cisma decorreu em Pataliputra, na época de Asoka (304 a.C. – 232 a.C.).
De acordo com o texto Samayabhedoparacanacakra de Vasumitra (um monge Sarvastivada), preservado nas primeiras duas traduções chinesas e na tradução tibetana, o cisma estava relacionado a cinco teorias que relaxavam os requisitos dos que se tornavam arhats. Uma minoria de sthaviras recusou e a maioria (mahasangha) foi favorável.
O texto Mahavibhasa Śāstra (do abhidharma Sarvastivada) relata que esse evento aconteceu sob um piedoso rei budista de Pataliputra, que patrocinou uma missão a Caxemira. Esta versão dos eventos enfatiza a pureza dos sarvastivadins da Caxemira, descritos como descendentes dos antigos arhats que partiram para a Caxemira e Gandhara.

## Quarto Concílio Budista
Foram realizadas duas reuniões independentes conhecidas como "Quarto Concílio", um concílio no Sri Lanka (Theravada), e outro na Caxemira (Sarvastivada).

### Concílio do Sri Lanka (100 a.C.)
O Quarto Concílio Budista da tradição Theravada foi realizado por volta do século I a.C. durante o tempo do rei Vattagamani-Abhaya (29–17 a.C.), em Tambapanni (atual Sri Lanka). O concílio foi realizado no templo de Aloka Lena (em pali), atualmente chamado de Templo da Gruta de Pedra de Aluvihāra, localizado no distrito de Matale.
O quarto concílio no Sri Lanka tinha como objetivo a compilação do Canône Pali (Tripitaka), pois as invasões, guerras e fomes apontavam a necessidade de um registro por escrito para preservar os ensinamento budistas. O rei Vattagamani (29–17 a.C.) convocou o quarto concílio, do qual participaram cerca de 500 bhikkhus que recitaram e escreveram pela primeira vez, sobre folhas de palmeira, os suttas em pali.

### Concílio da Caxemira (100 d.C.)
O Quarto Concílio Budista da tradição Sarvastivada, teve lugar em Jalandara ou na Caxemira, presidido por Vasumitra e convocado pelo rei cuchana Canisca I (r. 127–150), por volta do ano 100 d.C. O principal fruto desse concílio foi o texto Mahāvibhāṣa Śāstra (do abhiddharma Sarvastivada).
Acredita-se também que durante esse tempo foram feitas traduções do cânone Sarvastivada de uma língua prácrita para o sânscrito. Essa mudança foi especialmente importante, pois aumentou a divulgação das ideias e das práticas budistas. De acordo com vários estudiosos, o budismo mahāyāna floresceu durante esse período.
A tradição Sarvastivada não exista hoje de forma independente, mas seus textos foram preservadas na cânone chinês e no cânone tibetano..

## Concílios Modernos
No ano de 1871 decorreu em Mandalay um concílio por vezes denominado como o "Quinto Concílio Theravada". Foi convocado pelo rei Mindon Min e o seu objectivo foi revisar os textos pali.
Por último, em Maio de 1954 iniciou-se em Rangum um concílio por vezes denominado como o "Sexto Concílio Theravada", cujo propósito era recitar e rever o Cânone Pali. Participaram cerca de 25 mil monges budistas de vários países, tendo terminado em Maio de 1956. O discuro da cerimónia de abertura foi da responsabilidade do então primeiro-ministro da Birmânia, U Nu, tendo a data do concílio sido escolhida de modo a coincidir com o aniversário da morte do Buda há 2500 anos (segundo os cálculos Theravada).